# Schlacht bei Frenchtown
Kriegsschauplatz St. Lawrence/Lake Champlain 

1. Sacket’s Harbor – 1. Lacolle Mills – Ontariosee – Ogdensburg – New York – 2. Sacket’s Harbor – Châteauguay – Chrysler’s Farm – 2. Lacolle Mills – Fort Oswego – Big Sandy Creek – Plattsburgh
Niagara-Kriegsschauplatz

Queenston Heights – Frenchman’s Creek – George – Stoney Creek – Beaver Dams – Black Rock – Fort Niagara – Buffalo – 1. Fort Erie – Chippewa – Lundy’s Lane – 2. Fort Erie – Cook’s Mill
Detroit-Kriegsschauplatz

Tippecanoe – Fort Mackinac – Dearborn – Detroit – Fort Harrison – Fort Wayne – Wild Cat Creek – Mississinewa – Frenchtown – Fort Meigs – Fort Stephenson – Eriesee – Thames River – Longwoods – Prarie du Chien – Rock Island Rapids – Mackinac Island – Malcom’s Mills
Chesapeake-Kriegsschauplatz

Craney Island – St. Michaels – Chesapeake – Bladensburg – Washington – Caulk’s Field – North Point – Baltimore
Südlicher Kriegsschauplatz

Creek – 1. Fort Bowyer – Fayal – Pensacola – Borgnesee – New Orleans – Fort St. Philip – Fort Peter – 2. Fort Bowyer

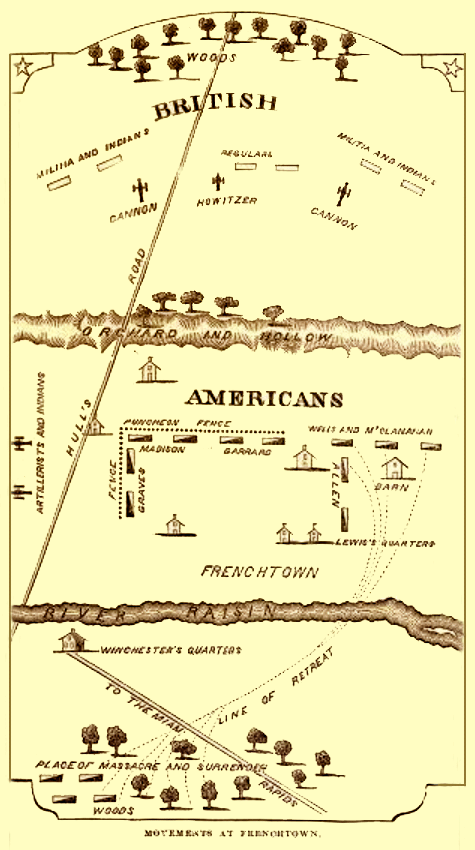
Die Situation der Truppen vor der Schlacht von Frenchtown

Die Schlacht bei Frenchtown (auch als Schlacht am River Raisin bezeichnet) vom 22. Januar 1813 zwischen britisch-kanadischen und amerikanischen Truppen fand während des Britisch-Amerikanischen Kriegs in den USA im Bundesstaat Michigan statt und endete mit einem britischen Sieg.
Nach der Kapitulation von Detroit vor den Briten im Sommer 1812 übertrug Präsident James Madison das Kommando über die amerikanische Nordwestarmee an William Henry Harrison, der sich 1811 mit dem Sieg von Tippecanoe über die Shawnee ausgezeichnet hatte. Er war einer der wenigen kompetenten Kommandeure der US-Armee in der Anfangsphase des Kriegs. Im Januar 1813 startete Harrison eine Winteroffensive zur Rückeroberung Detroits. Als Vorhut schickte er eine aus untrainierten regulären Soldaten und Milizionären aus Kentucky bestehende Einheit von insgesamt 934 Mann unter Brigadegeneral James Winchester voraus, die an den Maumee-Stromschnellen (heute Perrysburg, Ohio) ein Lager als Ausgangsbasis für den Feldzug aufbauen sollte. Entgegen Harrisons Befehlen, aber auf die Bitten von Einheimischen hin, deren Häuser von Briten und Indianern besetzt worden waren, stieß Winchester auf den kleinen Ort Frenchtown (heute Monroe, Michigan) vor und vertrieb am 18. Januar 1813 eine kleine britische Abteilung von dort.
Sobald Oberst Henry Procter, der britische Kommandeur in der Region, hiervon erfuhr, zog er alle verfügbaren Truppen zusammen, etwa 500 Soldaten aus Fort Malden und etwa 700 Wyandot-Indianer unter Kriegshäuptling Roundhead. Da der Detroit River gefroren war, konnten Briten und Indianer ihn unter Mitnahme von Artillerie überschreiten und über Brownstown (heute Trenton, Michigan) auf Frenchtown vorstoßen. Im Morgengrauen des 22. Januar griffen sie mit Artillerieunterstützung die überraschten Amerikaner an, die dadurch gehandicapt waren, dass Winchester sie auf den ganzen Ort verteilt und selbst in einem außerhalb gelegenen, komfortablen Farmhaus Quartier genommen hatte. Schnell gelang es den Angreifern, den rechten Flügel der US-Truppen aufzureiben, der Rest leistete heftigen Widerstand. Mittlerweile war Winchester durch den Gefechtslärm geweckt worden, geriet aber bei dem Versuch, seine Truppe zu erreichen, in die Hände der Indianer. Daraufhin ordnete er die Kapitulation seiner Einheit an, um ein Massaker zu vermeiden. Nur 23 US-Soldaten entgingen dem Tod oder der Gefangenschaft.
Da Procter einen Gegenangriff von Harrison befürchtete, zog er sich mit seinen Soldaten und den Gefangenen nach Brownstown zurück. Die Briten mussten allerdings die amerikanischen Verwundeten zurücklassen, da für ihren Transport nicht genug Schlitten vorhanden waren. Sie wurden unter indianische Bewachung gestellt. Procter behauptete später, dass er sie am nächsten Tag hätte holen wollen, aber bis dahin hatten die Indianer zwischen 30 und 60 von ihnen ermordet. Der Vorfall wurde bald auch in den USA bekannt und als River Raisin Massacre propagandistisch aufgebauscht. Für den Rest des Kriegs wurde die Parole Remember the River Raisin ein Kampfruf der Milizen aus Kentucky. Winchesters verantwortungsloses Verhalten erregte den Zorn der Bevölkerung in der Grenzregion und trug erheblich dazu bei, Aversionen gegen die Armee zu schüren, die man – nicht ohne Berechtigung – für inkompetent hielt.
Die Niederlage bei Frenchtown hatte schwerwiegende Folgen, denn sie zwang Harrison, seinen Feldzug aufzugeben. Stattdessen baute er Fort Meigs an den Maumee-Stromschnellen und wartete mit weiteren Offensivbemühungen ab, bis Oliver Hazard Perry durch die Schlacht auf dem Eriesee die Kontrolle über den See gewonnen hatte. Daraufhin gelang es ihm, Procter in der Schlacht am Thames River zu schlagen und die britische Präsenz westlich des Ontariosees zu beseitigen. Procter wurde für seinen Sieg zum Brigadegeneral befördert, zog sich aber durch seine Unfähigkeit, die Indianer unter Kontrolle zu halten, nicht nur die Kritik seiner Gegner, sondern auch vieler seiner eigenen Offiziere zu.
Siehe auch: Liste der Kriege, Liste von Schlachten